# Benjamin Ingrosso
Benjamin Daniele Wahlgren Ingrosso (Danderyd, 14 september 1997) is een Zweedse singer-songwriter. In 2018 verwierf hij bekendheid door zijn deelname aan het Eurovisiesongfestival voor Zweden.

## Biografie

### Jeugd & Doorbraak
Ingrosso is de zoon van danser en componist Emilio Ingrosso en zangeres Pernilla Wahlgren. Hij is een kleinzoon van actrice Christina Schollin en een neef van dj en producent Sebastian Ingrosso.
In 2006 won Benjamin Ingrosso Lilla Melodifestivalen. Met Hey Sofia mocht hij vervolgens deelnemen aan Melodi Grand Prix Nordic 2006, waar hij als vierde eindigde. In zijn tienerjaren bracht hij verschillende nummers uit en speelde hij in verschillende musicals, vaak naast zijn moeder. In 2014 won hij Let's Dance op TV4. Sinds 2016 is hij samen met zijn moeder te zien in Wahlgrens värld op Kanal 5.

### 2017- heden: Eurovisiesongfestival & Identification
In 2017 nam hij deel aan Melodifestivalen, de Zweedse preselectie voor het Eurovisiesongfestival. Met het nummer Good lovin' eindigde hij als vijfde. In 2018 waagde hij opnieuw zijn kans. Met Dance you off won hij de finale, waardoor hij zijn vaderland mocht vertegenwoordigen op het Eurovisiesongfestival 2018 in de Portugese hoofdstad Lissabon. Hier bereikte hij de zevende plaats.

In de zomer van 2018 bracht Benjamin samen met het Franse dance duo Ofenbach een zomer single uit : Paradise, de single werd een hit in Europa, zo scoorde het de top 10 in Polen, Rusland en in de Waalse Ultratop 50. In het thuisland van Benjamin kon het niet verder geraken dan een 99ste plaats.
Op 24 september 2018 kwam zijn debuutalbum Identification uit. Het album kwam meteen op 1 in de Sverigetopplistan, de officiële hitlijst van Zweden. Alle singles behaalden ook de top 100, waarvan Behave het best deed, met een top 10-positie. Later werd zijn debuutalbum met goud bekroond.
In februari 2019 mocht de zanger de finale van Melodifestivalen openen, dat deed hij met All Night Long, een cover van Lionel Richie. Hij bracht de single ook uit op Spotify, de single kon meteen de top 10 halen van de Zweedse hitlijst.
In 2024 was hij een van de intervalacts van de eerste halve finale van het Eurovisiesongfestival 2024. Dat jaar verschijnt er ook een bijdrage van hem op de track Honey Boy van Purple Disco Machine.

### Singles
| Single met eventuele hitnotering(en) in de Nederlandse Top 40 | Datum van verschijnen | Datum van binnenkomst | Hoogste positie | Aantal weken | Opmerkingen     |
| ------------------------------------------------------------- | --------------------- | --------------------- | --------------- | ------------ | --------------- |
| Man on the moon                                               | 2021                  | 04-12-2021            | tip21*          |              | met Alan Walker |

1958: Alice Babs · 
1959: Brita Borg · 
1960: Siw Malmkvist · 
1961: Lill-Babs · 
1962: Inger Berggren · 
1963: Monica Zetterlund · 
1965: Ingvar Wixell · 
1966: Lill Lindfors & Svante Thuresson · 
1967: Östen Warnerbring · 
1968: Claes-Göran Hederström · 
1969: Tommy Körberg · 
1971: Family Four · 
1972: Family Four · 
1973: Nova · 
1974: ABBA · 
1975: Lasse Berghagen · 
1977: Forbes · 
1978: Björn Skifs · 
1979: Ted Gärdestad · 
1980: Tomas Ledin · 
1981: Björn Skifs · 
1982: Chips · 
1983: Carola · 
1984: Herreys · 
1985: Kikki Danielsson · 
1986: Lasse Holm & Monica Törnell · 
1987: Lotta Engberg · 
1988: Tommy Körberg · 
1989: Tommy Nilsson · 
1990: Edin-Ådahl · 
1991: Carola · 
1992: Christer Björkman · 
1993: Arvingarna · 
1994: Marie Bergman & Roger Pontare · 
1995: Jan Johansen · 
1996: One More Time · 
1997: Blond · 
1998: Jill Johnson · 
1999: Charlotte Nilsson · 
2000: Roger Pontare · 
2001: Friends · 
2002: Afro-Dite · 
2003: Fame · 
2004: Lena Philipsson · 
2005: Martin Stenmarck · 
2006: Carola · 
2007: The Ark · 
2008: Charlotte Perrelli · 
2009: Malena Ernman · 
2010: Anna Bergendahl · 
2011: Eric Saade · 
2012: Loreen · 
2013: Robin Stjernberg · 
2014: Sanna Nielsen · 
2015: Måns Zelmerlöw · 
2016: Frans · 
2017: Robin Bengtsson · 
2018: Benjamin Ingrosso · 
2019: John Lundvik · 
2021: Tusse · 
2022: Cornelia Jakobs · 
2023: Loreen · 
2024: Marcus & Martinus · 
2025: KAJ